# Апанасово-Тем'яші
Апана́сово-Тем'яші́ (рос. Апанасово-Темяши, чув. Элекçей Тимеш) — присілок у складі Яльчицького району Чувашії, Росія. Входить до складу Яльчицького сільського поселення.
Населення — 356 осіб (2010; 422 у 2002).
Національний склад:
- чуваші — 94 %